# Luna 1958D
Luna 1958D (sèrie E-1) fou el quart intent soviètic d'enviar una missió espacial no tripulada a la Lluna. Fou llançada el 17 de desembre del 1958, i la seva missió era estavellar-se contra la superfície lunar. La seva predecessora, Luna 1958-A, portava un contenidor de sodi amb l'objectiu de produir un núvol de sodi visible en impactar, però no se sap si Luna 1958C també en duia un.
En tot cas, la missió fracassà: quedà danyada durant el vol i explotà 218 segons després del llançament, sense arribar a sortir de l'atmosfera terrestre.